# Scopula rubiginata
Scopula rubiginata là một loài bướm đêm thuộc họ Geometridae. Loài này được tìm thấy từ bán đảo Iberia cho đến sông Ural. Ở phía bắc loài này hiện diện ở Đan Mạch và phía nam Thụy Điển và Phần Lan. Loài này không hiện diện ở phần lớn phía nam bán đảo Iberia (với ngoại lệ Gibraltar), Sicilia và phía nam các đảo Hy Lạp. Ở Maroc nó được tìm htấy ở dãy núi Atlas. Ngoài ra nó còn sinh sống ở phía bắc Thổ Nhĩ Kỳ, Kavkaz và Krym. Về phía đông, nó sinh sống đến phía nam Siberia, nam trung bộ các dãy núi châu Á đến Mông Cổ.
Sải cánh dài 16–22 mm. The moth gặp ở one (June đến tháng 8), two (May đến tháng 6 và tháng 7 đến tháng 9) or three (in overlapping generations từ tháng 4 đến tháng 10) generations tùy theo địa điểm.
Ấu trùng ăn nhiều loại thực vật thân thảo, bao gồm Thymus glabrescens, Calluna vulgaris, Artemisia campestris, Rumex acetosella, Thymus serpyllum, Medicago lupulina, Vicia, Lotus, Trifolium, Cytisus scoparius, Thalictrum, Galium, Taraxacum officinale và Convolvulus arvensis..

## Hình ảnh

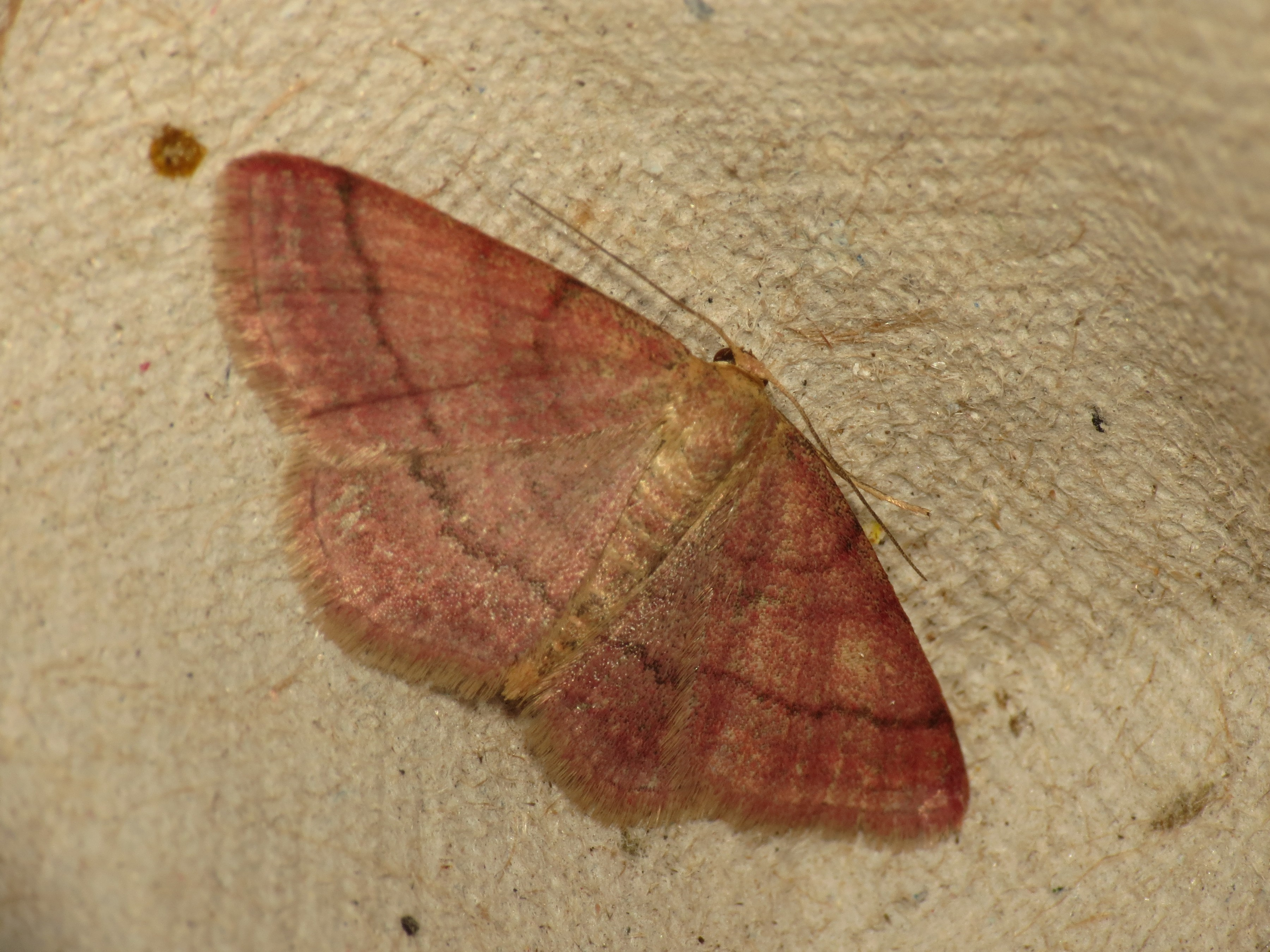
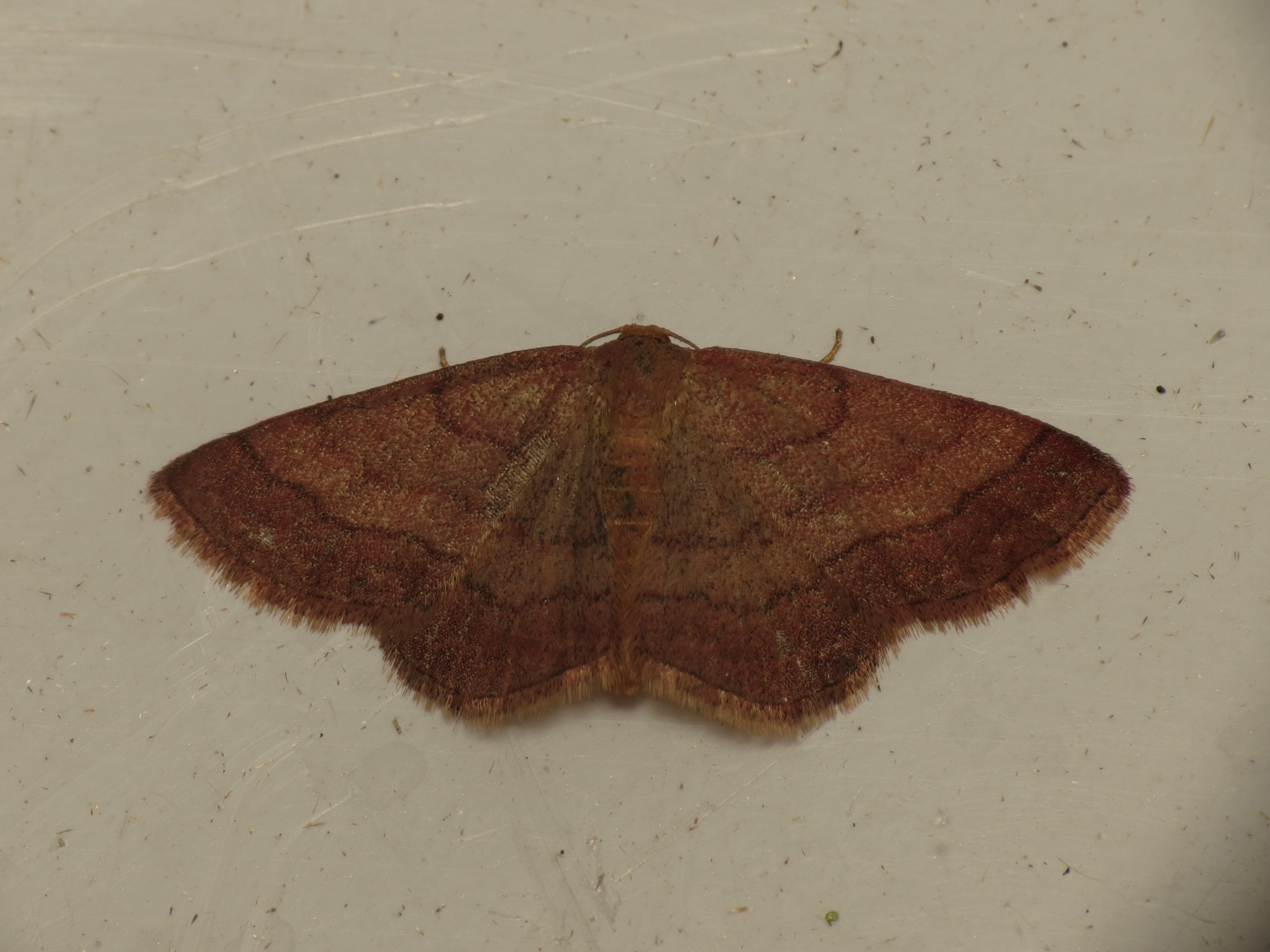
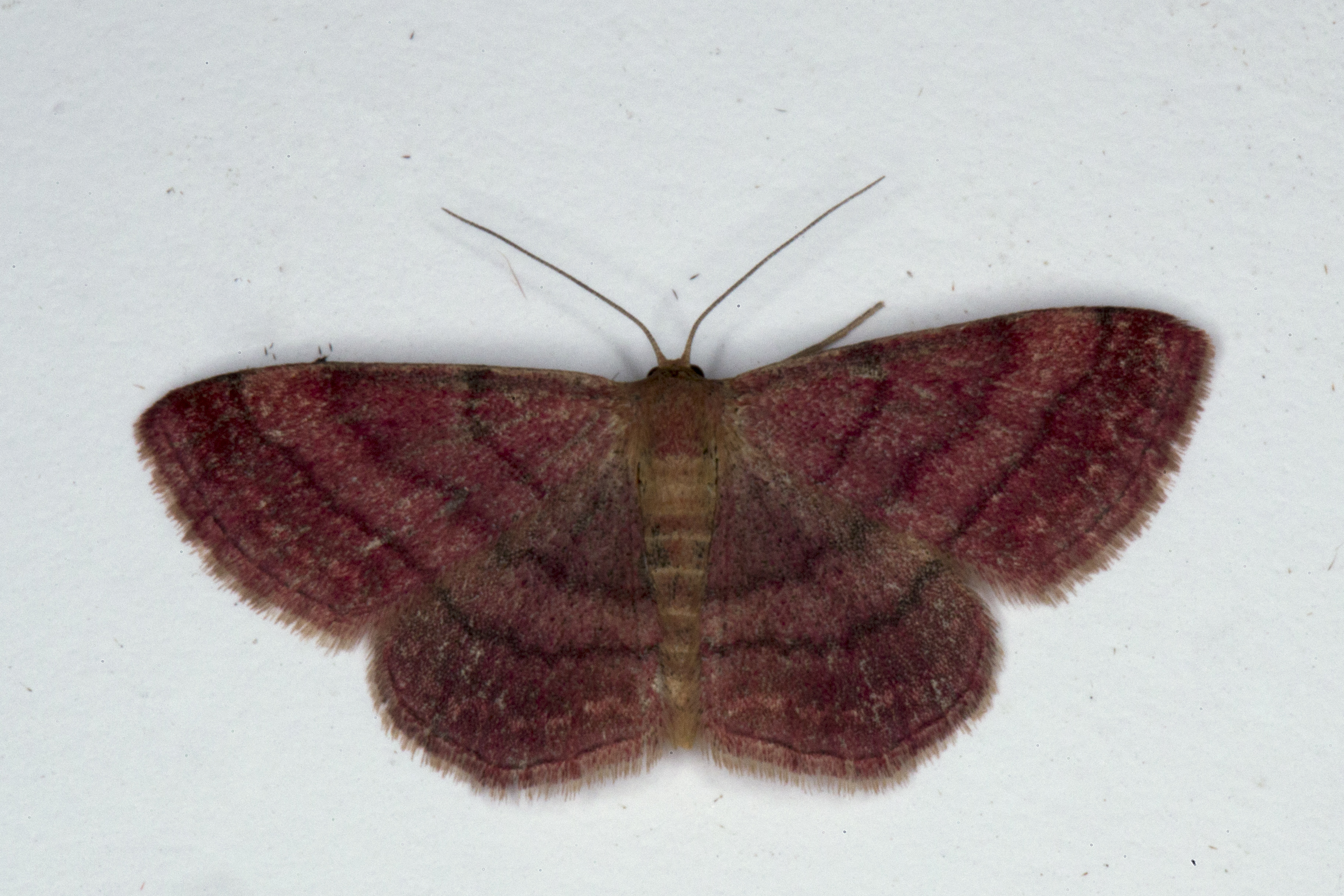